# Miary austriackie
Miary austriackie – system miar używany w końcu XVIII w. i na początku XIX w., stosowany w monarchii austriackiej i później austro-węgierskiej.
W Galicji wprowadzony w celu zastąpienia miar galicyjskich i krakowskich.

## Podstawowe jednostki

### miary długości

#### handlowe
- 1 cal wiedeński = 0,0264 m
- 1 łokieć wiedeński (miara podstawowa) = 29,46 cala = 0,7792 m

#### drogowe i rolne
- 1 stopa wiedeńska = 0,3161 m
- 1 sążeń wiedeński (miara podstawowa) = 6 stóp = 1,8966 m
- 1 mila pocztowa austriacka = 4000 sążni = 7585,6 m

### rolnicze miary powierzchni
- 1 sążeń kwadratowy wiedeński = 3,597 m²
- 1 miara = 533 1/3 sążnia kwadratowego = 1918,5 m²
- 1 morga dolnoaustriacka (miara podstawowa) = 3 miary = 1600 sążni kwadratowych wiedeńskich = 5755 m²

### miary objętości

#### ciał sypkich
- 1 garniec (miara podstawowa) = 3,8438 l
- 1 achtel = 2 garnce = 7,6858 l
- 1 ćwiertnia = 2 achtele =15,375 l

#### płynów
- 1 zajdel = 0,356 l
- 1 miara (miara podstawowa) = 4 zajdle = 1,415 l
- 1 wiadro wiedeńskie = 40 miar = 56.6 l

### miary masy
- 1 łut (miara podstawowa) = 0,0175 kg
- 1 funt = 32 1/10 łuta = 0,560 kg
- 1 kamień = 20 funtów = 11,2 kg
- 1 cetnar = 5 kamieni = 56,02 kg